# Song that luc bat
Huvudartikel: Vietnamesisk poesi.
Song thất lục bát (av kinesiska 雙七六八 par-sju sex-åtta, syftande på radernas längd), är ett vietnamesiskt versmått som särskilt använts till klagande och över huvud taget känslosam lyrik, så kallad ngâm. 
Strofen i song thất lục bát består av fyra versrader: först två med sju stavelser, sedan en med sex, och sist en rad med åtta stavelser. Dikten kan innehålla hur många strofer som helst. De sjustaviga radernas byggnad kan uppfattas som 3 + 2 + 2 (anapest följd av två jamber). De övriga raderna består av tvåstaviga jamber; de är i detta liksom vad gäller rim- och tonschema alldeles lika lục bát.
Rim. Den första radens sista stavelse rimmar med den andra radens femte stavelse; detta rim har sned ton. Den andra radens sista stavelse rimmar med den tredje radens sista stavelse samt med den fjärde radens sjätte stavelse; detta rim har jämn ton. Den fjärde radens sista stavelse rimmar med den femte stavelsen i första raden i nästa strof; detta rim har jämn ton. Rimschemat blir alltså:
...
xxx xa xb
xxx xb xc
xx xx xc
xx xx xc xd
xxx xd xe
xxx xe xf
xx xx xf
xx xx xf xg
...
där b och e har sned ton, de övriga rimmen jämn.
Tonschemat i song thất lục bát är så här (x = godtycklig ton, j = jämn, s = sned):
xss jj ss
xjj ss jj
jj ss jj
jj ss jj sj
Men liksom i lục bát var man i praktiken inte så noga med att följa schemat annat i versfötternas sista stavelse, så ett mer verklighetstroget tonschema är:
xxs xj xs
xxj xs xj
xj xs xj
xj xs xj xj
Om de sjustaviga radena är parallella kan de följa ett annat tonschema. 

## Exempel på song thất lục bát
Exemplet kommer ur Cung oán ngâm khúc - Klagan över palatsets orättvisor av Nguyễn Gia Thiều. Rimorden med fetstil.
Trong cung quế âm thầm chiếc bóng,
Đêm năm canh trông ngóng lần lần.
Khoảnh làm chi bấy chúa xuân!
Chơi hoa cho rữa nhị dần lại thôi.
Lầu đãi nguyệt, đứng ngồi dạ vũ,
Gác thừa lương, thức ngủ thu phong.
Phòng tiêu lạnh ngắt như đồng,
Gương loan bẻ nửa, dải đồng xẻ đôi.
Ensam i det dystra haremet
inväntar jag otåligt gryningen.
O själviska vårar!
Blommorna leker tills deras ståndare och pistiller vissnat - sedan är det slut.
Uppe i tornet betraktar jag månen, jag står och sitter i nattens regn.
På balkongen njuter jag frisk luft, jag sover och vakar i höstens blåst.
Haremet är kallt som brons.
Fenixfåglarnas spegel har böjts, bandet mellan oss brustit.
Tonschemat i utdraget är (de viktiga positionerna med fetstil):
j j s j j s s
j j j j s j j
s j j s s j
j j j s s j s j
j s s s j s s
s j j s s j j
j j s s j j
j j s s s j s j